# Campeonato do mundo de corrida por pontos masculinos
O Campeonato do mundo de corrida por pontos masculinos é o campeonato do mundo da corrida por pontos organizado anualmente pelo UCI no marco dos Campeonatos do mundo de ciclismo em pista.

## Histórico
Esta prova tem sido integrada aos Campeonatos do mundo de ciclismo em pista em 1977 e desenvolve-se em modo Open desde 1993.

## Pódios dos campeonatos do mundo

### Campeonatos do mundo aficionado
Em 1984, 1988 e 1992, os campeonatos do mundo da corrida por pontos "amador" têm sido substituído pelos Jogos Olímpicos que têm atribuído as medalhas dos jogos mas também o estatuto de campeão do mundo e o maillot arco-íris.
| Evento | Ouro                                     | Prata                                    | Bronze                                   |
| ------ | ---------------------------------------- | ---------------------------------------- | ---------------------------------------- |
| 1977   | Stan Girado (BEL)                        | Jan Faltyn (POL)                         | Nikolaï Makarov (URS)                    |
| 1978   | Noël Dejonckheere (BEL)                  | Walter Baumgartner (SUI)                 | Jean-Jacques Rebière (FRA)               |
| 1979   | Igor Sláma (TCH)                         | Pierangelo Bincoletto (ITA)              | Urs Freuler (SUI)                        |
| 1980   | Gary Sutton (AUS)                        | Viktor Manakov (URS)                     | Josef Kristen (RFA)                      |
| 1981   | Lutz Haueisen (RDA)                      | Leonard Nitz (USA)                       | Michael Marcussen (DEN)                  |
| 1982   | Hans-Joachim Pohl (RDA)                  | Michael Marcussen (DEN)                  | Karl Krenauer (AUT)                      |
| 1983   | Michael Marcussen (DEN)                  | Hans-Joachim Pohl (RDA)                  | Ivan Romanov (URS)                       |
| 1984   | Não-disputado devido aos Jogos Olímpicos | Não-disputado devido aos Jogos Olímpicos | Não-disputado devido aos Jogos Olímpicos |
| 1985   | Martin Penc (TCH)                        | Philippe Grivel (SUI)                    | Dan Frost (DEN)                          |
| 1986   | Dan Frost (DEN)                          | Olaf Ludwig (RDA)                        | Leonard Nitz (USA)                       |
| 1987   | Marat Ganeïev (URS)                      | Uwe Messerschmidt (RFA)                  | Pascal Lino (FRA)                        |
| 1988   | Não-disputado devido aos Jogos Olímpicos | Não-disputado devido aos Jogos Olímpicos | Não-disputado devido aos Jogos Olímpicos |
| 1989   | Marat Satybaldeiev (URS)                 | Fabio Baldato (ITA)                      | Leo Peelen (NED)                         |
| 1990   | Stephen McGlede (AUS)                    | Bruno Risi (SUI)                         | Jan Bo Petersen (DEN)                    |
| 1991   | Bruno Risi (SUI)                         | Stephen McGlede (AUS)                    | Jan Bo Petersen (DEN)                    |
| 1992   | Não-disputado devido aos Jogos Olímpicos | Não-disputado devido aos Jogos Olímpicos | Não-disputado devido aos Jogos Olímpicos |

### Campeonatos do mundo profissional
| Evento | Ouro                       | Prata                       | Bronze                      |
| ------ | -------------------------- | --------------------------- | --------------------------- |
| 1980   | Constante Tourné (BEL)     | Giovanni Mantovani (ITA)    | Heinz Betz (RFA)            |
| 1981   | Urs Freuler (SUI)          | Danny Clark (AUS)           | Giuseppe Saronni (ITA)      |
| 1982   | Urs Freuler (SUI)          | Gary Sutton (AUS)           | Roman Hermann (UNE)         |
| 1983   | Urs Freuler (SUI)          | Guido Bontempi (ITA)        | Gary Sutton (AUS)           |
| 1984   | Urs Freuler (SUI)          | Gary Sutton (AUS)           | Henry Rinklin (RFA)         |
| 1985   | Urs Freuler (SUI)          | Hans Ledermann (SUI)        | Stefano Allocchio (ITA)     |
| 1986   | Urs Freuler (SUI)          | Michel Vaarten (BEL)        | Stefano Allocchio (ITA)     |
| 1987   | Urs Freuler (SUI)          | Anthony Doyle (GBR)         | Roger Ilegems (BEL)         |
| 1988   | Daniel Wyder (SUI)         | Adriano Baffi (ITA)         | Michael Marcussen (DEN)     |
| 1989   | Urs Freuler (SUI)          | Gary Sutton (AUS)           | Martin Penc (TCH)           |
| 1990   | Laurent Biondi (FRA)       | Michael Marcussen (DEN)     | Danny Clark (AUS)           |
| 1991   | Viatcheslav Ekimov (URS)   | Francis Moreau (FRA)        | Peter Pieters (NED)         |
| 1992   | Bruno Risi (SUI)           | Jonas Romanovas (LTU)       | Juan Esteban Curuchet (ARG) |
| 1993   | Etienne De Wilde (BEL)     | Éric Magnin (FRA)           | Vasyl Yakovlev (UKR)        |
| 1994   | Bruno Risi (SUI)           | Jan Bo Petersen (DEN)       | Franz Stocher (AUT)         |
| 1995   | Silvio Martinello (ITA)    | Remigius Lupeikis (LAT)     | Sergei Lavrenenko (KAZ)     |
| 1996   | Joan Llaneras (ESP)        | Michael Sandstød (DEN)      | Silvio Martinello (ITA)     |
| 1997   | Silvio Martinello (ITA)    | Bruno Risi (SUI)            | Joan Llaneras (ESP)         |
| 1998   | Joan Llaneras (ESP)        | Andreas Kappes (GER)        | Silvio Martinello (ITA)     |
| 1999   | Bruno Risi (SUI)           | Vasyl Yakovlev (UKR)        | Ho-Sung Cho (KOR)           |
| 2000   | Joan Llaneras (ESP)        | Matthew Gilmore (BEL)       | Franz Stocher (AUT)         |
| 2001   | Bruno Risi (SUI)           | Juan Esteban Curuchet (ARG) | Franz Stocher (AUT)         |
| 2002   | Chris Newton (GBR)         | Franz Stocher (AUT)         | Juan Esteban Curuchet (ARG) |
| 2003   | Franz Stocher (AUT)        | Joan Llaneras (ESP)         | Jos Pronk (NED)             |
| 2004   | Franck Perque (FRA)        | Milton Wynants (URU)        | Juan Esteban Curuchet (ARG) |
| 2005   | Volodymyr Rybin (UKR)      | Ioánnis Tamourídis (GRE)    | Joan Llaneras (ESP)         |
| 2006   | Peter Schep (NED)          | Rafał Ratajczyk (POL)       | Vasil Kiryienka (BLR)       |
| 2007   | Joan Llaneras (ESP)        | Iljo Keisse (BEL)           | Mikhail Ignatiev (RUS)      |
| 2008   | Vasil Kiryienka (BLR)      | Christophe Riblon (FRA)     | Peter Schep (NED)           |
| 2009   | Cameron Meyer (AUS)        | Daniel Kreutzfeldt (DEN)    | Chris Newton (GBR)          |
| 2010   | Cameron Meyer (AUS)        | Peter Schep (NED)           | Milan Kadlec (CZE)          |
| 2011   | Edwin Ávila (COL)          | Cameron Meyer (AUS)         | Morgan Kneisky (FRA)        |
| 2012   | Cameron Meyer (AUS)        | Ben Swift (GBR)             | Kenny De Ketele (BEL)       |
| 2013   | Simon Yates (GBR)          | Eloy Teruel (ESP)           | Kirill Sveshnikov (RUS)     |
| 2014   | Edwin Ávila (COL)          | Thomas Scully (NZL)         | Eloy Teruel (ESP)           |
| 2015   | Artur Ershov (RUS)         | Eloy Teruel (ESP)           | Maximilian Beyer (GER)      |
| 2016   | Jonathan Dibben (GBR)      | Andreas Graf (AUT)          | Kenny De Ketele (BEL)       |
| 2017   | Cameron Meyer (AUS)        | Kenny De Ketele (BEL)       | Wojtek Pszczolarski (POL)   |
| 2018   | Cameron Meyer (AUS)        | Jan-Willem van Schip (NED)  | Mark Stewart (GBR)          |
| 2019   | Jan-Willem van Schip (NED) | Sebastián Mora (ESP)        | Mark Downey (IRL)           |
| 2020   | Corbin Strong (NZL)        | Sebastián Mora (ESP)        | Roy Eefting (NED)           |

## Balanço
| Faixa | Corredor          | País          | Medalha de ouro, Copa do Mundo | Medalha de prata, Copa do Mundo | Medalha de bronze, Copa do Mundo | Total | Competição |
| ----- | ----------------- | ------------- | ------------------------------ | ------------------------------- | -------------------------------- | ----- | ---------- |
| 1     | Urs Freuler       | Suíça         | 8                              | 0                               | 1                                | 9     | AP         |
| 2     | Bruno Risi        | Suíça         | 5                              | 2                               | 0                                | 7     | AP         |
| 3     | Cameron Meyer     | Austrália     | 5                              | 1                               | 0                                | 6     | P          |
| 4     | Joan Llaneras     | Espanha       | 4                              | 1                               | 2                                | 7     | P          |
| 5     | Silvio Martinello | Itália        | 2                              | 0                               | 2                                | 4     | P          |
| 6     | Edwin Ávila       | Colômbia      | 2                              | 0                               | 0                                | 2     | P          |
| 7     | Gary Sutton       | Austrália     | 1                              | 3                               | 1                                | 5     | AP         |
| 8     | Michael Marcussen | Dinamarca     | 1                              | 2                               | 2                                | 5     | AP         |
| 9     | Franz Stocher     | Áustria       | 1                              | 1                               | 3                                | 5     | P          |
| 10    | Peter Schep       | Países Baixos | 1                              | 1                               | 1                                | 3     | P          |

Nota :
 A = corresponde às medalhas obtidas na competição aficionada
 P = corresponde às medalhas obtidas na competição profissional/open

| Faixa             | País               | Medalha de ouro, Copa do Mundo | Medalha de prata, Copa do Mundo | Medalha de bronze, Copa do Mundo | Total |
| ----------------- | ------------------ | ------------------------------ | ------------------------------- | -------------------------------- | ----- |
| 1                 | Suíça              | 14                             | 5                               | 1                                | 20    |
| 2                 | Austrália          | 7                              | 6                               | 2                                | 15    |
| 3                 | Bélgica            | 4                              | 4                               | 3                                | 11    |
| 3                 | Espanha            | 4                              | 4                               | 3                                | 11    |
| 5                 | Reino Unido        | 3                              | 2                               | 2                                | 7     |
| 6                 | União Soviética    | 3                              | 1                               | 2                                | 6     |
| 7                 | Dinamarca          | 2                              | 5                               | 5                                | 12    |
| 7                 | Itália             | 2                              | 5                               | 5                                | 12    |
| 8                 | Alemanha           | 2                              | 4                               | 4                                | 10    |
|                   | Alemanha Ocidental | 0                              | 1                               | 3                                | 4     |
| Alemanha Oriental | 2                  | 2                              | 0                               | 4                                |       |
| Alemanha          | 0                  | 1                              | 0                               | 1                                |       |
| 10                | França             | 2                              | 3                               | 3                                | 8     |
| 11                | Países Baixos      | 2                              | 2                               | 5                                | 9     |
| 12                | Tchecoslováquia    | 2                              | 0                               | 1                                | 3     |
| 13                | Colômbia           | 2                              | 0                               | 0                                | 2     |
| 14                | Áustria            | 1                              | 2                               | 4                                | 7     |
| 15                | Ucrânia            | 1                              | 1                               | 1                                | 3     |
| 16                | Nova Zelândia      | 1                              | 1                               | 0                                | 2     |
| 17                | Rússia             | 1                              | 0                               | 2                                | 3     |
| 18                | Bielorrússia       | 1                              | 0                               | 1                                | 2     |
| 19                | Polónia            | 0                              | 2                               | 1                                | 3     |
| 20                | Argentina          | 0                              | 1                               | 3                                | 4     |
| 21                | Estados Unidos     | 0                              | 1                               | 1                                | 2     |
| 22                | Grécia             | 0                              | 1                               | 0                                | 1     |
| 22                | Letônia            | 0                              | 1                               | 0                                | 1     |
| 22                | Lituânia           | 0                              | 1                               | 0                                | 1     |
| 22                | Uruguai            | 0                              | 1                               | 0                                | 1     |
| 26                | Coreia do Sul      | 0                              | 0                               | 1                                | 1     |
| 26                | Irlanda            | 0                              | 0                               | 1                                | 1     |
| 26                | Cazaquistão        | 0                              | 0                               | 1                                | 1     |
| 26                | Liechtenstein      | 0                              | 0                               | 1                                | 1     |
| 26                | Chéquia            | 0                              | 0                               | 1                                | 1     |

### Artigos relacionados
- Corrida por pontos